# Skovsnegl
Skovsnegle er snegle i slægten Arion.

## Klassifikation
Slægt: Arion (Skovsnegle)
- Arion subg. Arion
  - Arion (Arion) ater
    - Arion (Arion) ater ater (Sort skovsnegl)
    - Arion (Arion) ater rufus (Rød skovsnegl)

  - Arion (Arion) vulgaris (tidligere Arion lusitanicus) (Spansk skovsnegl)
- Arion subg. Carinarion
  - Arion (Carinarion) circumscriptus (Lyretegnet skovsnegl)
  - Arion (Carinarion) fasciatus (Dobbeltbåndet skovsnegl)
  - Arion (Carinarion) silvaticus
- Arion subg. Kobeltia
  - Arion (Kobeltia) distinctus
  - Arion (Kobeltia) hortensis (Nøgen havesnegl)
  - Arion (Kobeltia) owenii
- Arion subg. Mesarion
  - Arion (Mesarion) subfuscus (Brunsnegl)
- Arion subg. Microarion
  - Arion (Microarion) intermedius (Pindsvinesnegl)